# Kurt Weber
Kurt Weber (Däniken (Solothurn), 17 november 1910 – Boll (Bern), 6 juni 1994) is een Zwitsers componist, muziekpedagoog en dirigent.

## Biografie
Weber studeerde van 1932 tot 1935 aan de Muziek Akademie Bazel in Bazel, onder andere bij E. Braun en Gustav Güldenstein, en aansluitend tot 1936 ook nog bij Felix Weingartner. Sinds 1935 dirigeerde hij een aantal harmonieorkesten en bracht zich in het muziekleven in, vooral wat de blaasmuziek betreft. In 1954 werd hij president van de muziek-commissie van de federatie van arbeiders-muziekgezelschappen. In 1955 werd hij docent aan de muziekschool van de stad Solothurn en in 1959 werd hij directeur van deze school. Verder is hij docent aan het leraren-seminaar in Olten.

## Composities

### Werken voor harmonieorkest
- 1946 Der alte Turm, toon-schilderij
- 1952 Till Eulenspiegels Morgenritt
- 1956 Atlantis ouverture
- 1959 Legende
- 1961 Salzburg, mars
- 1966 Jubiläumsmarsch
- 1966 Ribi-Marsch
- 1969 Cortège Festival
- 1970 Bundesrat Tschudi-Marsch
- 1972 Millennium (1000 Jahre Altendorf), mars
- 1974 Infanterie-Regiment 21, mars
- 1976 Hymnische Bläsermusik
- 1981 Freund der Jugend, mars
- 1983 Berner suite
- 1986 Jubiläumsmarsch MUBA 1986
- Alpenhymne
- Alpenländer, mars
- Ballade
- Bündner suite
- Bundesrat Ogi-Marsch
- Canzone mattutina
- City-Jazz Marsch
- Concert suite
- Eidgenossen mars
- Golden Time, mars
- Notturno romantico
- Oltner Marsch
- Piz Bernina, mars
- Solennität, mars
- Stadtlichter
- Viva la Musica, mars

- Gemeinsame Normdatei: 119494906
- International Standard Name Identifier: 0000 0000 3872 7601
- Library of Congress Control Number: n2001069650
- MusicBrainz: dd219e68-9096-4fde-8c19-821a4de99f9f
- Réseau des bibliothèques de Suisse occidentale: 02-A012370722
- Virtual International Authority File: 52500405
- WorldCat: E39PBJv4gvJJMv7xmV3jFwJbh3